# Marttisenjärvi (sjö i Norra Österbotten)
Marttisjärvi eller Marttisenjärvi är en sjö i Finland. Den ligger i kommunen Utajärvi i landskapet Norra Österbotten, i den centrala delen av landet, 600 km norr om huvudstaden Helsingfors. Marttisjärvi ligger 117,7 meter över havet. Arean är 2,75 kvadratkilometer och strandlinjen är 7,88 kilometer lång. Sjön  ingår i Kiminge älvs huvudavrinningsområde. 